# Самоборски Оток
Самоборски Оток је насељено место у саставу Града Самобора у Загребачкој жупанији, Хрватска. До територијалне реорганизације у Хрватској налазио се у саставу старе загребачке приградске општине Самобор.

## Становништво
На попису становништва 2011. године, Самоборски Оток је имао 600 становника.

## Попис1991.
На попису становништва 1991. године, насељено место Самоборски Оток је имало 630 становника, следећег националног састава:
| Попис 1991.‍  | Попис 1991.‍  | Попис 1991.‍ | Попис 1991.‍ | Попис 1991.‍ |
| ------------ | ------------ | ----------- | ----------- | ----------- |
|              |              |             |             |             |
| Хрвати       | Хрвати       |             | 617         | 97,93%      |
| Словенци     | Словенци     |             | 3           | 0,47%       |
| Руси         | Руси         |             | 2           | 0,31%       |
| Срби         | Срби         |             | 1           | 0,15%       |
| неопредељени | неопредељени |             | 7           | 1,11%       |
| укупно: 630  |              |             |             |             |